# Jim Folsom Jr.
James Elisha "Jim" Folsom Jr (Montgomery, 14 maggio 1949) è un politico statunitense, Governatore dell'Alabama dal 1993 al 1995 e due volte Vicegovernatore dell'Alabama.